# Pribilești, Maramureș
Pribilești este un sat în comuna Satulung din județul Maramureș, Transilvania, România. Se află la 20 km de Baia Mare.

## Etimologie
Etimologia numelui localității: din n. grup. pribilești < antrop. Pribil + suf. rom. -ești.

## Demografie
La recensământul din 2011 populația era de 787 locuitori.

## Istoric

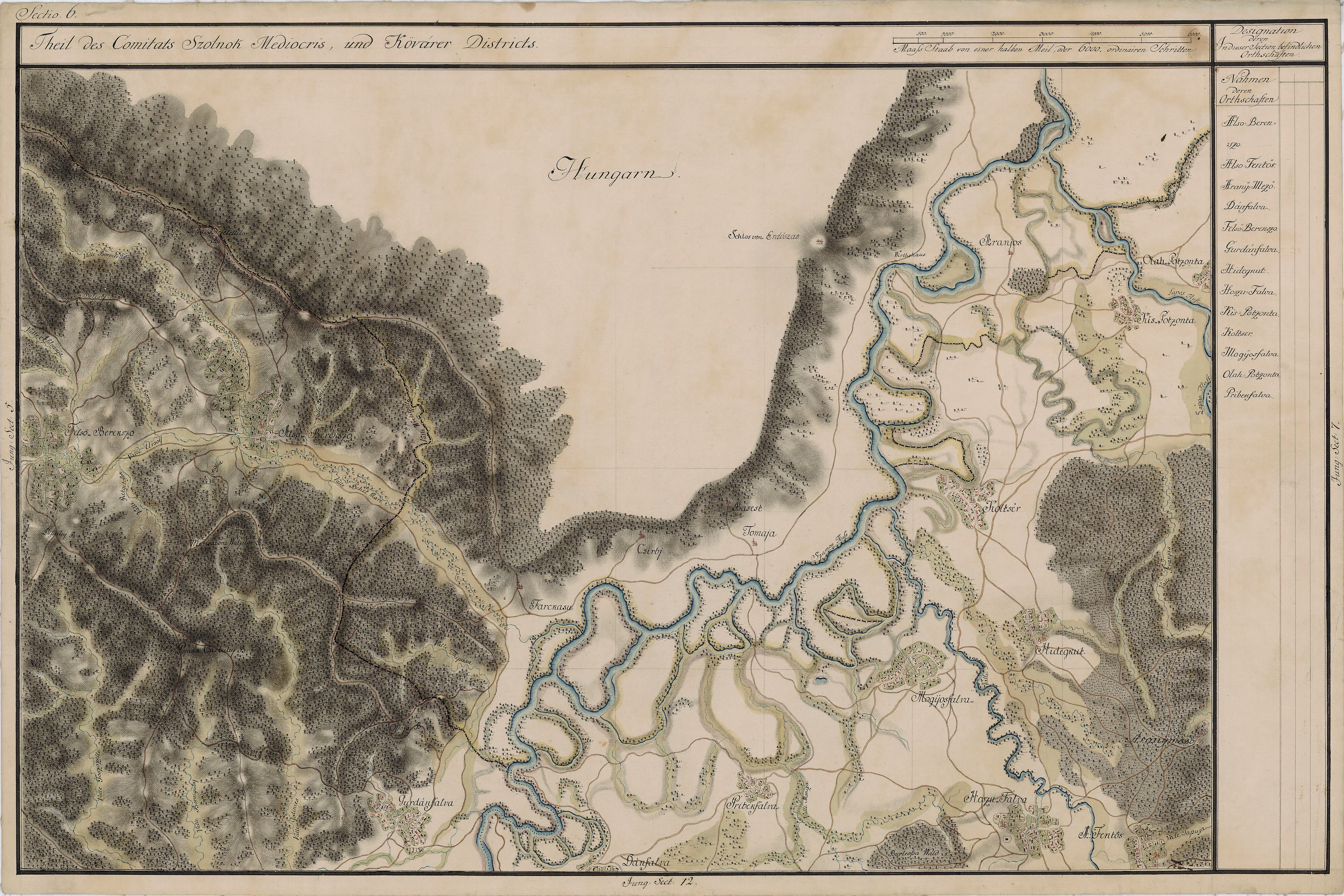
Pribilești în Harta Iosefină a Transilvaniei

Satul a fost atestat documentar ca Pribylfalva în 1405, aparținând domeniului Cetății Chioar, deținut fiind de familia Dragffy. În a doua jumătate a secolului XVII a fost donat de principele Apaffy lui Teleki Mihai. 

## Monument istoric
- castelului Teleki (sec. XIX). Castelul a fost construit de Geza Teleki, ca reședință de vară. În 1897, edificiul a fost supraetajat și modernizat. După al Doilea Război Mondial, familia Teleki a emigrat în străinătate, iar castelul a fost naționalizat.